# Trinchesia granosa
Trinchesia granosa is een slakkensoort uit de familie van de Trinchesiidae. De wetenschappelijke naam van de soort is voor het eerst geldig gepubliceerd in 1966 door Schmekel.